# Lili Baruch
Auguste Lilly Marga Baruch (geb. 5. Januar 1895 in Berlin; gest. 23. April 1966 in Zürich) war eine deutsche Fotografin, die in den 1920er Jahren in Berlin arbeitete und lebte.

## Leben

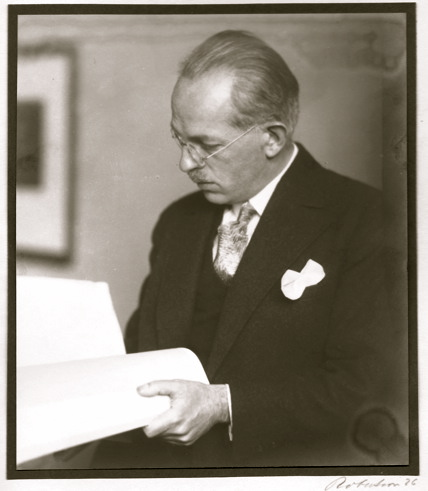
Porträt Leo Blumenreich, Foto von Lili Baruch, 1926.

Auguste Lilly Marga Baruch wurde als Tochter des Kaufmanns Oskar Baruch und der Helene, eine geborene Loewÿ, wohnhaft in der Oranienburger Straße 69, geboren. Um 1919 heiratete sie Peter Salomon Altschul, somit der Name Altschul-Baruch.
Als Inhaberin des Ateliers Lili Baruch in Berlin, Kurfürstendamm 201, fotografierte sie mit einer Leica die Schauspieler und Tänzerinnen der Goldenen Zwanziger Jahre, darunter den Stummfilmstar Ernst Hofmann und Lisa Weise, die Bildhauerin Renée Sintenis und ihre plastischen Werke und die Kunsthändler Alfred Flechtheim und Leo Blumenreich. Valeska Gert und Tatjana Barbakoff tanzten nicht nur für das Theaterpublikum, sondern auch für Fotografinnen und Fotografen wie Lili Baruch.
Zwischen 1925 und 1931 arbeitete Baruch für unterschiedliche Berliner Magazine. In der Zeitschrift Uhu enthaltene Fotos sind: Schauspielerin Kitty Aschenbach (1925); Rhythmische Gymnastik nach Dr. Bode, Mensendieck und Loheland (1925); Tänzerin und Schauspielerin Niddy Impekoven (1926); Schauspielerin Sascha Gura (1927); Boxer Max Schmeling (1927); Boxer Enzo Fiermonte, Schauspielerin Alexa von Porembsky und Jessie Vihrog (1928).
Hans Robertson war noch Ende 1927 mit Lili Baruch gemeinsamer Inhaber des auf Tanz spezialisierten Berliner Ateliers Baruch (ohne Vorname) am Kurfürstendamm 201. Lili Baruch war damit am Puls der Zeit und in der Nachbarschaft anderer angesagter (großteils wie sie jüdische) Fotografinnen, die sich alle am östlichen Ende des Kurfürstendamms niedergelassen hatten: Frieda Riess war am Kudamm 14–15, Steffi Brandl auf Nr. 211, Suse Byk auf Nr. 230, Alexander Binder auf Nr. 225, die avantgardistischste unter den deutschen Modefotografinnen, Yva, um die Ecke in der Bleibtreustrasse 17 und Lotte und Ruth Jacobi in der Joachimsthaler Straße 5, später Kurfürstendamm 216.
In den Magazinen Das Leben, Revue des Monats und Tempo – Magazin für Fortschritt und Kultur erhielt Baruch 1927 Aufträge zu Schwarz und Weiß, welche sich insbesondere auf die abgrenzbaren Merkmal der Hautfarbe, der neuen Modeerscheinung des Jazz in Deutschland, den damit einhergehenden neuen Tanzformen Black Bottom und Charleston, so wie den Berliner Negerrevuen, Mitte der 1920er Jahre bezog.
Von 1929 bis 1931 hatte Baruch ihr Fotoatelier in der Bismarckstraße 103/104, im 4. Stock. In dem Berliner Ullstein Funkblatt mit Programm Sieben Tage (1931 bis 1939) in der Nr. 25 wurde 1931 das Bild Jazz Musician playing Tuba veröffentlicht. Im März 1932 erschien in der Berliner Morgenpost noch ein Bild des Schauspielers und Theaterregisseurs Heinz Hilpert.
Wegen ihrer jüdischen Abstammung sah sie sich gezwungen Anfang der 1930er Jahre mit Ehemann und Tochter Mirjam (1922–2005) in die Schweiz zu emigrieren.
Det Kongelige Bibliotek in Kopenhagen besitzt den Nachlass von Hans Robertson. Darunter befindet sich auch Lili Baruchs’ Aufnahme von Alfred Flechtheim vor einem Werk von Fernand Léger.
Der Bruder von Lili Baruch, Heinrich Heinz Baruch, Künstlername Heinz Barger, später Henry Barger, geboren am 9. September 1898 in Berlin, war Werbefachmann und ab Juni 1929 der erste Impresario der Comedian Harmonists. Nach der Trennung von der Gruppe übernahm er das Management der Weintraubs Syncopators. Während einer Japan-Tournee der Gruppe emigrierte Baruch 1938 in die USA, wo er sich einbürgern ließ und in New York lebte. Er starb im August 1975 in Moroni (Komoren).

## Ausstellung
- 2009: Tatjana Barbakoff, Eine vergessene Tänzerin in Bildern und Dokumenten, darunter Fotografien von Lili Baruch, Kulturbahnhof Eller, Düsseldorf